# Politikåret 1974

## Händelser

### Februari
- 22 februari – Pakistan erkänner Bangladesh.[1]
- 27 februari – Den svenska riksdagen antar den nya regeringsformen och riksdagsordningen där kungen enbart får ceremoniella uppgifter.

### Mars
- 4 mars – Harold Wilson efterträder Edward Heath som Storbritanniens premiärminister.[2]
- 21 mars – Sverige och USA utbyter återigen ambassadörer efter krisen som uppstod vid Olof Palmes kritik mot kriget i Vietnam den 23 december 1972.

### April
- 25 april – Nejlikerevolutionen i Portugal utbryter.

### Maj
- 28 maj - Den svenska riksdagen bifaller en proposition om en jättelik satsning på ett Stålverk 80 i Luleå.
- 29 maj - Den svenska riksdagen antar en abortlag som ger kvinnan rätt att själv bestämma om abort under havandeskapets första 12 veckor.
- Maj - I Sverige enas Socialdemokraterna och Folkpartiet i den så kallade Hagaöverenskommelsen om en skatteomläggning och en sänkning av den svenska pensionsåldern till 65 år.

### Juni
- 29 juni - Isabel Perón tillträder som president i Argentina.[3]

### Juli
- 1 juli - Den svenska myndighetsåldern sänks från 20 till 18 år.
- Juli - Allmän lagstiftning om anställningsskydd införs i Sverige.

### Augusti
- 9 augusti – USA:s president Richard Nixon avgår efter den så kallade "Watergateaffären", och ersätts av Gerald Ford.[4]
- 13 augusti - Diktatorn Augusto Pinochet förbjuder politisk verksamhet i Chile.

### September
- 1 september - Tillförordnade Hugh Watt efterträder avlidne Norman Kirk som Nya Zeelands premiärminister.[5]
- 6 september - Bill Rowling efterträder tillförordnade Hugh Watt som Nya Zeelands premiärminister.[5]
- 10 september - Guinea-Bissau blir självständigt från Portugal.[6]
- 12 september - Haile Selassie avsätts som kejsare vid en militärkupp i Etiopien.
- 13 september - Energiprognosutredningen i Sverige säger att den svenska kärnkraften måste byggas ut till minst elva verk.

### November
- November - Städerskorna på Domnarvets Jernverk går ut i en vild strejk.

### December
- 13 december - Den svenska riksdagen beslutar att 15 % av de svenska företagens vinst över en miljon skall avsättas i en investeringsfond.

## Val och folkomröstningar
- 30 juni – Alltingsval på Island.
- 7 november – Lagtingsval på Färöarna.

## Organisationshändelser
- 6 maj – Partido Social Democrata bildas i Portugal.
- 19 juli – Centro Democrático e Social – Partido Popular bildas i Portugal.
- 17 november – Convergència Democràtica de Catalunya bildas i Spanien.
- 8 december – Irish Republican Socialist Party bildas på Irland.

## Födda
- 9 april – Anna Troberg, svensk politiker, partiledare för Piratpartiet 2011–2014.

## Avlidna
- 2 april – Georges Pompidou, Frankrikes president 1969–1974.
- 19 april – Mohammad Ayub Khan, Pakistans president 1958–1969.
- 24 april – Franz Jonas, Österrikes förbundspresident 1965–1974.
- 1 juli – Juan Perón, Argentinas president 1946–1955 och 1973–1974.
- 5 oktober – Zalman Shazar, Israels president 1963–1973.
- 20 oktober – Élie Lescot, Haitis president 1941–1946.

### Fotnoter
1. ↑  ”Bangladesh” (på engelska). World Statesmen. http://www.worldstatesmen.org/Bangladesh.html. Läst 22 september 2012.
2. ↑  ”United Kingdom” (på engelska). World Statesmen. http://www.worldstatesmen.org/United_Kingdom.html. Läst 2 augusti 2015.
3. ↑  ”Argentina” (på engelska). World Statesmen. http://www.worldstatesmen.org/Argentina.html. Läst 23 november 2012.
4. ↑  ”United States of America” (på engelska). World Statesmen. http://www.worldstatesmen.org/United_States.html. Läst 2 augusti 2015.
5. 1 2  ”New Zealand” (på engelska). World Statesmen. http://www.worldstatesmen.org/New_Zealand.htm. Läst 1 augusti 2015.
6. ↑  ”Guinea-Bissau” (på engelska). World Statesmen. http://www.worldstatesmen.org/Guinea-Bissau.htm. Läst 22 september 2012.